# 2014 год в Израиле

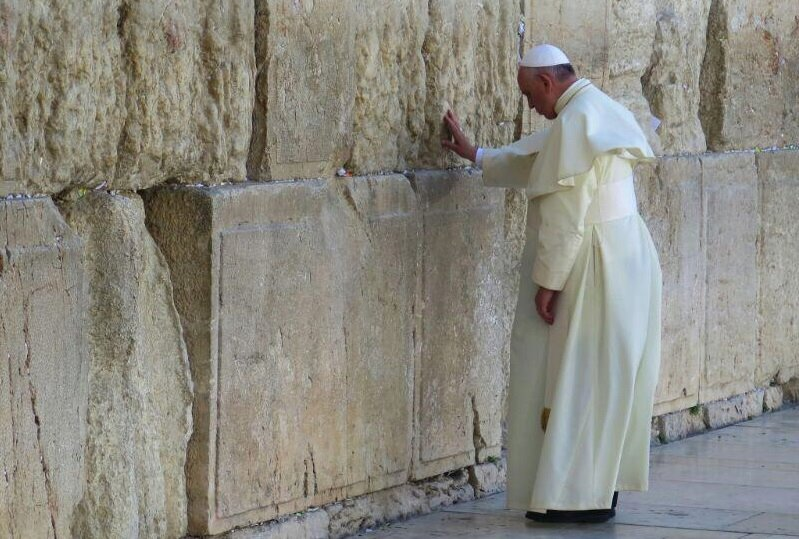
Папа Франциск посещает Стену Плача

События 2014 года в Израиле.
 

## Действующие лица
- Президент Израиля — Шимон Перес до 27 июля, Реувен Ривлин
- Премьер-министр Израиля — Биньямин Нетаньяху (Ликуд)
- Правительство Израиля — 33-е правительство Израиля
- Председатель Верховного суда — Ашер Грунис
- Начальник Генерального штаба — Бени Ганц

## События

### Январь
- 2 января — бывший премьер-министр Израиля Ариэль Шарон в критическом состоянии из-за почечной недостаточности после пребывания в коме с 2006 года.
- 11 января — кончина в возрасте 85 лет премьер-министра Израиля Ариэля Шарона, проведшего восемь лет в коме после инсульта.
- 13 января — государственные похороны Ариэля Шарона.
- 20 января — порноместь становится незаконной в Израиле.
- 26 января — согласно источникам в ливанской и сирийской оппозиции, Израиль наносит авиаудар по городу Латакия. Целью якобы являются ракеты С-300[1].

### Февраль
- 24 февраля — Два авиаудара по объектам «Хизбаллы» в Ливане недалеко от границы с Сирией приписываются Израилю[2].

### Март
- 2 марта — бо́льшая часть Иерусалима парализована протестами сотен тысяч ультраортодоксальных евреев против законопроекта о призыве в армию студентов ешив[англ.].
- 5 марта — в ходе операции «Полное разоблачение» израильские военные захватывают грузовое судно Klos C в Красном море . Израиль заявляет, что найденное на борту вооружение, в том числе ракеты большой дальности, предназначалось для боевиков в Газе и было отправлено Ираном.
- 12 марта — Палестинский исламский джихад выпускает более 50 ракет и миномётных снарядов по южной части Израиля, что является самым интенсивным обстрелом из сектора Газа с ноября 2012 года после убийства трех их боевиков, которые собирались совершить атаку возле Хан-Юнис. накануне[3]. В ответ Израиль наносит авиаудары по 29 целям в Газе[4].
- 18 марта — израильский джип, путешествующий по Голанским высотам недалеко от сирийской границы, подвергается нападению, когда поблизости взорвалось взрывное устройство. Один военнослужащий тяжело ранен, ещё трое получили ранения легкой и средней степени тяжести. Армия обороны Израиля открыла ответный огонь через границу после инцидента[5]. Израиль наносит многочисленные авиаудары по сирийским объектам, включая военный штаб, артиллерийские батареи и тренировочную базу сирийской армии[6]

### Май
- 1 мая — Шелли Дадон похищена и убита израильским арабским таксистом[7]
- 8 мая — Мей Фейнгольд представляет Израиль на конкурсе песни «Евровидение» с песней " Same Heart ", которая выходит в полуфинал[8].

### Июнь
- 12 июня — Трое израильских подростков похищены и убиты, израильские официальные лица считают, что за похищениями стоит ХАМАС. Трое убитых подростков: Гилад Шаер, 16 лет (из Талмона), Нафтали Франкель, 16 лет (из Ноф Аялона), и Эяль Ифрах, 19 лет (из Эльада). Франкель был двойным израильско-американским гражданином.
- 22 июня — В результате теракта на Голанских высотах погиб израильский подросток из арабской деревни Арраба[9]. Израиль ответил авиаударами по сирийским войскам, в результате чего четверо сирийских солдат были убиты и девять ранены[10]

### Июль

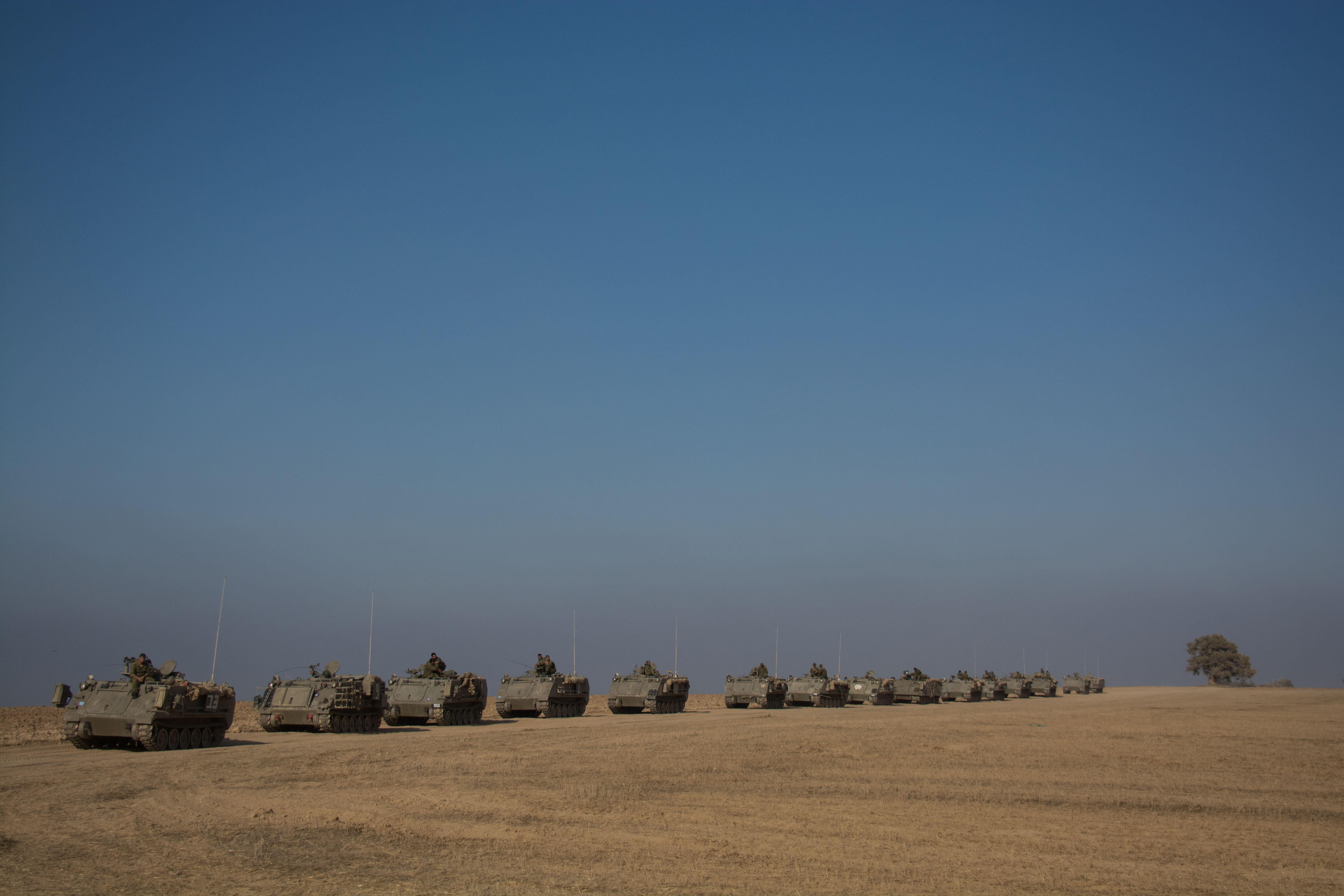
Израильский БТР на пути к границе с Газой во время операции «Нерушимая скала»

- 8 июля — Израиль начинает операцию «Нерушимая скала», серию авиаударов по боевикам в Газе, за которыми следует наземное вторжение.
- 10-19 июля — мужская национальная сборная Израиля по лякроссу впервые участвовала в чемпионате мира по лякроссу 2014 г., заняв 7-е место.
- 29 июля — 2 августа — сборная Израиля по бейсболу участвовала в квалификационном турнире уровня C к чемпионату Европы по бейсболу 2016 года, заняв первое место.

### Август
- 4 августа 2014 г.: Тракторная атака в Иерусалиме[англ.].
- 31 августа — ЦАХАЛ сбил беспилотник, который вошел в контролируемое Израилем воздушное пространство из района Кунейтры в Сирии. Источники в армии сообщили, что беспилотник, вероятно, принадлежал вооруженным силам правительства Асада и случайно вошел в воздушное пространство Израиля[11]

### Октябрь
- 22 октября — Автомобильное нападение[англ.], арабский террорист протаранил автомобиль, в результате чего погибли младенец и молодая женщина.
- 29 октября — Иегуда Глик, активист движения за права евреев на Храмовой горе, был застрелен при покушении.

### Ноябрь
- 5 ноября — Второе нападение на автомобиль в Иерусалиме[англ.], палестинский террорист использовал свою машину, чтобы умышленно въехать в толпу израильтян, убив двоих.
- 10 ноября
  - Убийство сержанта Альмога Шилони[англ.]: палестинец зарезал израильского солдата на железнодорожной станции в Тель-Авиве.
  - Ножевое нападение в  Алон Швут[англ.]: палестинец нанес ножевые ранения трем израильтянам на въезде в поселение Алон-Швут в Гуш-Эционе, убив молодую женщину и ранив двух других.
- 18 ноября — резня в синагоге в Иерусалиме, двое арабов напали на синагогу в Западном Иерусалиме с топорами, ножами и ружьем, убив четырёх раввинов и полицейского.

### Декабрь
- 7 декабря — Израиль нанес авиаудары в районе международного аэропорта Дамаска и в городе Димас. Предположительно, целью были ракеты С-300, которые направлялись «Хизбалле» в Ливан[12].

## Известные смерти

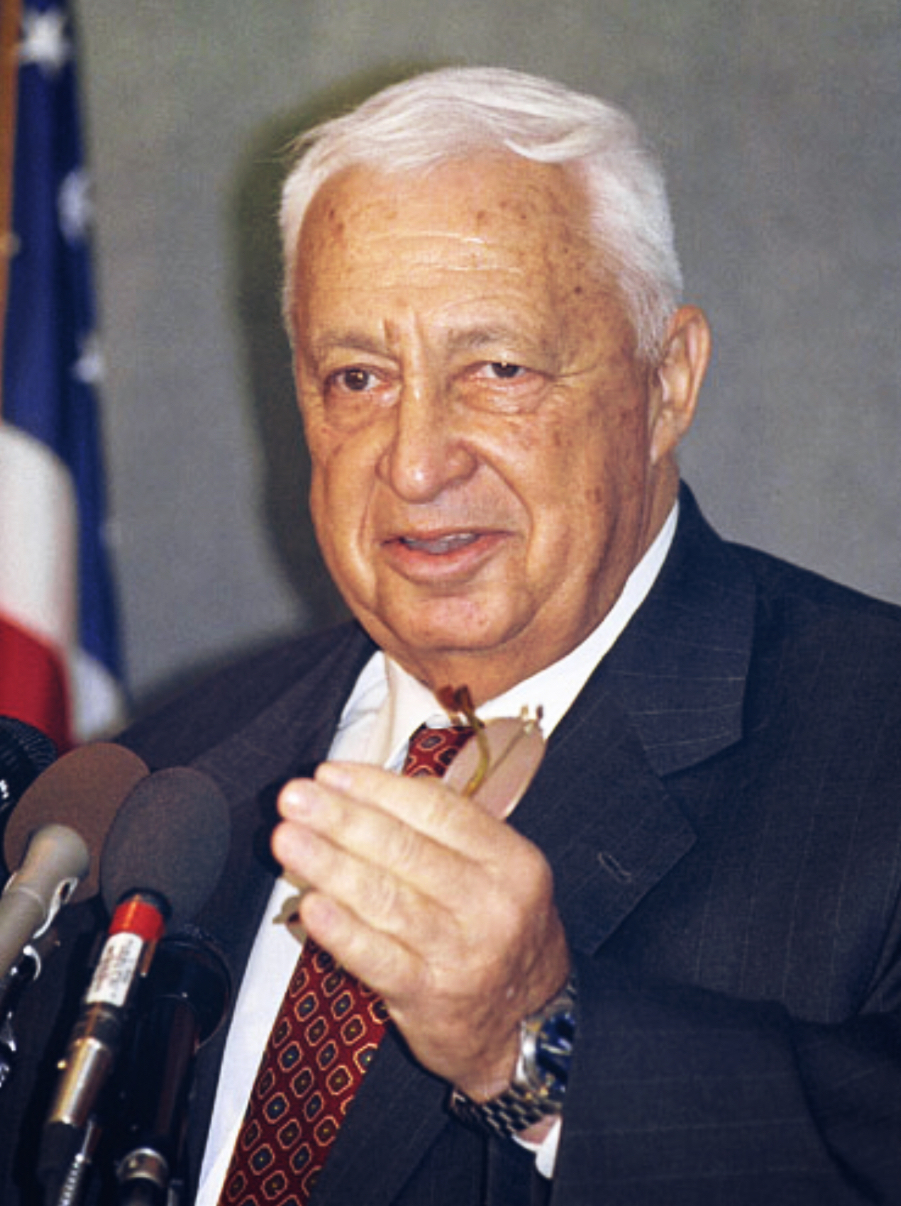
Ариэль Шарон

- 11 января — Ариэль Шарон, израильский политик и генерал, 11-й премьер-министр Израиля (родился в 1928)
- 13 января — Менахем Зильберман[англ.], израильский актёр, комик и автор песен (родился в 1946).
- 19 января — Азария Алон, израильский эколог (родился в 1918).
- 24 января — Шуламит Алони, израильский политик и бывший министр образования (родилась в 1928).
- 3 февраля — Барри Рубин[англ.], израильский академик и обозреватель американского происхождения (родился в 1950).
- 23 февраля — Самуэль Шейнбейн[англ.], американо-израильский убийца (родился в 1980).
- 14 марта — Меир Хар-Цион, израильский коммандос (родился в 1934).
- 7 марта — Виктор Шем-Тов, израильский политик, бывший министр здравоохранения и министр благосостояния (родился в 1915).
- 11 апреля — Рон Пундак, израильский журналист и историк, автор соглашений Осло (родился в 1955)
- 1 мая — Асси Даян, израильский кинорежиссёр и актёр, сын Моше Даяна (родился в 1945)
- 19 июня — Авраам Шалом, бывший глава ШАБАКа (родился в 1928)
- 30 июня — Тела 3 пропавших без вести подростков были найдены недалеко от Халхула.
- 8 июля — Шломо Шмельцер, израильский бизнесмен (1947 г.р.).
- 9 июля — Давид Азриэли, канадско-израильский магнат в сфере недвижимости, девелопер, дизайнер, архитектор и филантроп (родился в 1922).
- 8 августа — Менахем Голан, израильский кинорежиссёр и продюсер, лауреат Премии Израиля (родился в 1929).
- 16 августа — Дэвид Гласс, израильский политик (родился в 1936).
- 3 сентября — Мени Пеер, израильский актёр и телеведущий (род.1946).
- 1 октября — Шломо Лахат, бывший мэр Тель-Авива (родился в 1927).
- 1 ноября — Шабтай Тевет, израильский журналист и историк (род. 1925).